# Pomarzanowice
Pomarzanowice ist ein Dorf der Gemeinde Pobiedziska im Powiat Poznański in der Woiwodschaft Großpolen im westlichen Zentral-Polen mit einem Schulzenamt. Der Ort befindet sich etwa 2 km nördlich von Pobiedziska und 28 km nordöstlich der Landeshauptstadt Posen (Poznań).

## Geschichte
Der Ort gehörte nach der Zweiten Teilung Polens 1793 zum Kreis Schroda und ab 4. Januar 1900 zum Kreis Posen-Ost. Das Gemeindelexikon für das Königreich Preußen von 1905 gibt für den Ort unter dem Namen Kolatta sieben bewohnte Häuser auf 540,2 ha Fläche an. Die 191 Bewohner, alles polnischsprechende Katholiken, teilten sich auf 31 Mehrpersonenhaushalte auf. Für den 1. Januar 1908 wird angegeben, dass der Ort Teil des Polizeidistriktes Pudewitz war. Am 1. Dezember 1910 hatte der Ort 203 Einwohner.
In den Jahren 1975 bis 1998 gehörte der Ort zur Woiwodschaft Posen.